# Hannover–Hamburg-vasútvonal
A Hannover–Hamburg-vasútvonal egy 256,9 km hosszúságú, 15 kV, 16,7 Hz-cel villamosított, normál nyomtávolságú, kettő-négyvágányú nagysebességű vasútvonal Németországban Hannover és Hamburg között, érintve Celle, Uelzen és Lüneburg városokat. A vonal 1847 május 1-én nyílt meg.

## Története

### Napjainkban
2012. december 5-én az Uelzen-Stelle szakaszt a Deutsche Bahn túlterhelt vasútvonalnak nyilvánította.. A szövetségi közlekedési minisztérium által a 2010-es évek közepén végzett szűk keresztmetszetelemzés szerint különösen a Celle és Lüneburg közötti szakasz volt túlterhelt napi 140 vonattal, míg a Nienburg és Verden közötti szakasz 60 vonattal. A 126 százalékos kapacitáskihasználtsággal az útvonal 2011-ben túlterheltnek számított; a vonatoknak különösen szoros időközönként kell közlekedniük. Egy referencia napon (2022. január 11.) szakaszonként és irányonként 83 és 194 vonat között számoltak. Egy tervezet egy sor infrastrukturális intézkedést irányzott elő, többek között új peronokat, váltókat és átmenő vágányokat. 2022 novemberében bemutatták a vasúti infrastruktúra kapacitásának növelését célzó aktualizált tervezetet (PEK).

## Balesetek
Itt történt a hirhedt Eschedei vasúti baleset is 1998. június 3-án, melynek során egy ICE motorvonat kisiklott és 101 ember életét vesztette.